# Peter Lorimer
Peter Patrick Lorimer (Dundee, 1946. december 14. – 2021. március 20.) válogatott skót labdarúgó.

## Pályafutása

### Klubcsapatban
Pályafutása nagy részét a Leeds Unitedben töltötte. 1963 és 1979 között 449 mérkőzésen lépett pályára és 151 alkalommal volt eredményes. A Leeds színeiben kétszer nyerte meg az angol bajnokságot (1968–69, 1973–74) és a vásárvárosok kupáját (1967–68, 1970–71). 1968-ban FA-kupát, 1969-ben szuperkupát (Community Shield), 1972-ben pedig az angol ligakupát is sikerült elhódítaniuk. Bejutottak a bajnokcsapatok Európa-kupájának döntőjébe is 1975-ben, de ott 2–0-s vereséget szenvedtek a Bayern München ellen. 1979 és 1983 között Kanadában játszott, előbb a Toronto Blizzard, majd a Vancouver Whitecaps csapataiban. 1983-ban visszatért a Leeds Unitedhez, ahol még további három szezont töltött 1986-os visszavonulásáig.

### A válogatottban
1969 és 1976 között 21 alkalommal szerepelt az skót válogatottban és 4 gólt szerzett. Részt vett az 1974-es világbajnokságon. Zaire ellen ő szerezte csapata első gólját.

## Sikerei, díjai
Leeds United
- Vásárvárosok kupája (2): 1967–68, 1970–71
- Kupagyőztesek Európa-kupája döntős (1): 1972–73
- Bajnokcsapatok Európa-kupája döntős (1): 1974–75
- Angol bajnok (2): 1968–69, 1973–74
- Angol kupa (1): 1971–72
- Angol ligakupa (1): 1967–68
- Angol szuperkupa (1): 1969